# Осиновская (Архангельская область)
Осиновская — деревня в Шенкурском районе Архангельской области. Входит в состав муниципального образования «Усть-Паденьгское».

## География
Деревня расположена в южной части Архангельской области, в таёжной зоне, в пределах северной части Русской равнины, в 31 километрах на юг от города Шенкурска, на левом берегу реки Ваги. Ближайшие населённые пункты: на севере посёлок Шелашский.
Часовой пояс
Осиновская, как и вся Архангельская область, находится в часовой зоне МСК (московское время). Смещение применяемого времени относительно UTC составляет +3:00.

## Население
| 2002 | 2010 | 2012 |
| ---- | ---- | ---- |
| 9    | ↘4   | ↘3   |

## История
Указана в «Списке населённых мест по сведениям 1859 года» в составе Шенкурского уезда(1-го стана) Архангельской губернии под номером «1965» как «Осиновская». Насчитывала 11 дворов, 77 жителей мужского пола и 102 женского. Также в деревне находится завод.
В «Списке населенных мест Архангельской губернии к 1905 году» деревня Осиповская насчитывает 13 дворов, 67 мужчин и 57 женщин.  В административном отношении деревня входила в состав Устьпаденгского сельского общества Устьпаденгской волости.
На 1 мая 1922 года в поселении 23 двора, 36 мужчин и 70 женщин.

## Русская православная церковь
Часовня сошествия святого духа Объект культурного наследия № 2900577000  — деревянная часовня, обшитая тёсом. Построена в 1908 году. Четверик под четырёхскатной кровлей, к которому с запада примыкает притвор, над которым поставлена звонница, завершавшаяся шпилем.

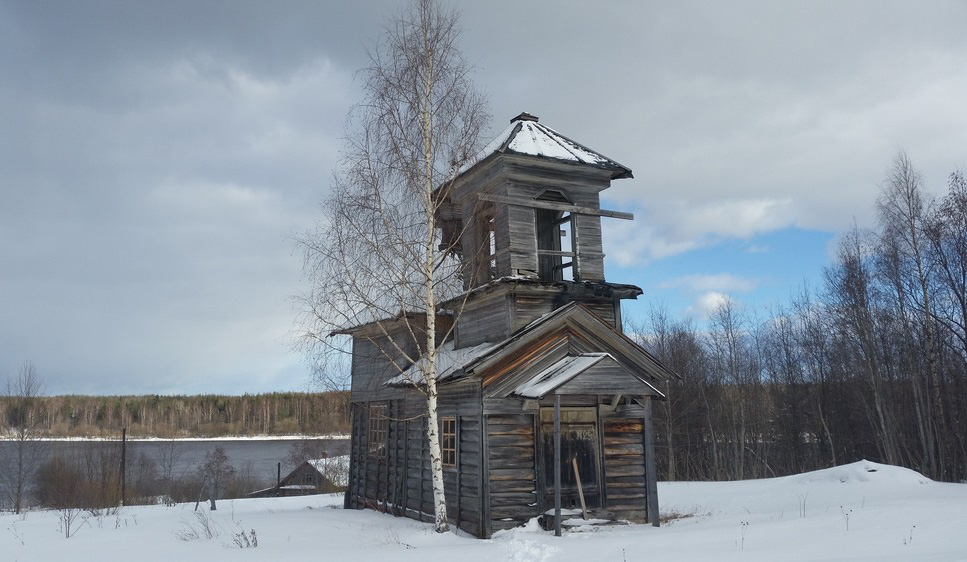
Духовская часовня в апреле 2017 года